# Thiago Duchatsch
Thiago Duchatsch Moreira (* 16. April 1997 in Bauru), auch bekannt als Thiagão, ist ein brasilianisch-deutscher Fußballspieler.

## Karriere
Thiago Duchatsch erlernte das Fußballspielen in den Mannschaften vom Paraná Soccer Technical Center, Athletico Paranaense, Desportivo Brasil und Corinthians São Paulo. Seinen ersten Vertrag unterschrieb er beim FC Santos in Santos. Hier stand er im Kader der zweiten Mannschaft. Im Januar 2019 wechselte er zum Viertligisten Tupi FC. Für den Verein aus Juiz de Fora absolvierte er fünf Spiele in der Staatsmeisterschaft von Minas Gerais. Im August 2019 wechselte er für ein Jahr nach São Luís zum Drittligisten Sampaio Corrêa FC. Über die weiteren brasilianischen Stationen CA Juventus, Nacional AC (MG), EC São José und Audax Rio de Janeiro ging er im Juli 2022 nach Asien. Hier schloss er sich in Thailand dem Zweitligisten Ayutthaya United FC an. Für den Verein aus Ayutthaya (Stadt)Ayutthaya bestritt er 32 Zweitligaspiele. Dabei schoss er fünf Tore. Nach einer Saison wurde sein Vertrag nicht verlängert. Ende August 2023 verpflichtete ihn der in der dritten Liga spielende North Bangkok University FC. Mit dem Verein spielt er in der Bangkok Metropolitan Region. Für den Verein bestritt er bis Ende Dezember neun Drittligaspiele. Im Januar 2024 kehrte er in seine Heimat zurück, wo er sich bis Ende April 2024 dem EC Noroeste in Bauru anschloss. Am 24. April 2024 verpflichtete ihn der Viertligist Costa Rica EC. Für den Verein aus Costa Rica bestritt er vier Viertligaspiele. Im Juli 2024 kehrte er nach Thailand zurück. Hier nahm ihn der Erstligaabsteiger Police Tero FC unter Vertrag. Für den Zweitligisten bestritt er neun Ligaspiele. Im Januar 2025 wechselte er wieder in die dritte Liga. Hier schloss er sich in Samut Sakhon dem Samut Sakhon City FC an. Mit dem Klub spielt er in der Western Region der Liga. Am Ende der Saison 2024/25 feierte er mit dem Verein die Meisterschaft der Region. In den Aufstiegsspielen zur zweiten Liga konnte man sich jedoch nicht durchsetzen. Nach neun Ligaspielen wechselte er im August 2025 zum Zweitligisten Chiangmai United FC.

## Erfolge
Samut Sakhon City FC
- Thai League 3 – West: 2024/25